# 安峰山水库
安峰山水库，位于中国江苏省东海县西南部，蔷薇河支流黑泥河上，是一座以防洪、灌溉为主，兼具发电效益的大（2）型水库。水库控制流域面积175.6平方公里，总库容1.22亿立方米。水库大坝均为均质土坝，主坝位于南岸安峰山西北，长2326米，最大坝高9.5米；副坝位于东南岸安峰山北麓至安北村，长4265米，最大坝高5米。